# Distanzfunktion (Mikroökonomik)

Abb. 1) Mit I ist die Indifferenzkurve zum Nutzenniveau bezeichnet.

Als Distanzfunktion (englisch: distance function) bezeichnet man in der Volkswirtschaftslehre und dort speziell in der Mikroökonomik eine implizite Darstellung der (direkten) Nutzenfunktion. Sie gibt sie für ein gegebenes Güterbündel und ein gegebenes Nutzenniveau an, um wie viel man dieses Güterbündel vergrößern bzw. verkleinern müsste, um das gewünschte Nutzenniveau zu erreichen.

## Einordnung und Definition
Die naheliegendste Methode, um Präferenzordnungen von Konsumenten in Form einer mathematischen Funktion zu repräsentieren, ist die (direkte) Nutzenfunktion. Sie gibt für eine gegebene Kombination von Gütermengen einen (reellen) Wert aus; aus dem Vergleich der Werte unterschiedlicher Güterbündel kann anschließend gefolgert werden, welches Güterbündel welchem anderen vorgezogen wird (bzw. zwischen welchen Güterbündeln der Haushalt indifferent ist). Aus der Nutzenfunktion kann wiederum eine Menge von Güterbündeln (die so genannte Indifferenzmenge bzw. -kurve) gebildet werden, in der alle Güterbündel enthalten sind, die ein bestimmtes Nutzenniveau generieren.

### Definition über die Nutzenfunktion
Der Distanzfunktion liegt eine Überlegung zugrunde, die eng mit der Idee der Nutzenmaximierung verwandt ist: Man betrachte irgendein beliebiges Güterbündel und ein gegebenes Nutzenniveau. Zugleich kenne man die Nutzenfunktion des Konsumenten. Der Wert der Distanzfunktion ist nun genau derjenige Skalar {\displaystyle \delta }, durch den man das Güterbündel teilen muss, um daraus optimalerweise das gegebene Nutzenniveau zu erreichen. Formal:
Definition I: Sei {\displaystyle \mathbf {x} =(x_{1},\ldots ,x_{n})} ein Tupel von Gütermengen, {\displaystyle u:\mathbb {R} ^{n}\rightarrow \mathbb {R} _{+}} eine Nutzenfunktion und {\displaystyle {\overline {u}}} ein bestimmtes Nutzenniveau. Dann bezeichnet man die Funktion
{\displaystyle d(\mathbf {x} ,{\overline {u}})\equiv \max _{\delta }\left\{\delta \left|u\left({\frac {\mathbf {x} }{\delta }}\right)\geq {\overline {u}},\;\delta \in \mathbb {R} \right.\right\}}
als Distanzfunktion.
Intuitiv: Betrachtet man irgendein Güterbündel und irgendein Nutzenniveau {\displaystyle {\overline {u}}}. Dann gibt es drei Möglichkeiten: 1. Das Güterbündel erzeugt einen höheren Nutzen als {\displaystyle {\overline {u}}}. 2. Das Güterbündel erzeugt genau den Nutzen {\displaystyle {\overline {u}}}. 3. Das Güterbündel erzeugt einen geringeren Nutzen als {\displaystyle {\overline {u}}}. In Fall 1 kann man das Güterbündel kleiner machen (d. h. durch ein {\displaystyle \delta >1} teilen), und zwar so weit, bis es gerade nur noch den Nutzen {\displaystyle {\overline {u}}} stiftet; in Fall 3 muss man es hingegen vergrößern (d. h. durch ein {\displaystyle \delta <1} teilen), um gerade so noch den Nutzen {\displaystyle {\overline {u}}} zu erreichen. Interessant ist besondere Fall 2. Man sieht, dass ein Güterbündel {\displaystyle \mathbf {x} } genau dann (und nur dann) den Nutzen {\displaystyle {\overline {u}}} stiftet, wenn die Distanzfunktion dort den Wert 1 hat. Dies illustriert, dass bei der Konstruktion der Distanzfunktion keine Informationen aus der Nutzenfunktion verloren gegangen sind; es gilt:
{\displaystyle u(\mathbf {x} )={\overline {u}}\Leftrightarrow d(\mathbf {x} ,{\overline {u}})=1}.

### Definition über die Ausgabenfunktion
Definition II: Sei {\displaystyle \mathbf {x} =(x_{1},\ldots ,x_{n})} ein Tupel von Gütermengen zu Preisen {\displaystyle \mathbf {p} =(p_{1},\ldots ,p_{n})}, {\displaystyle u:\mathbb {R} ^{n}\rightarrow \mathbb {R} _{+}} eine Nutzenfunktion und {\displaystyle {\overline {u}}} ein bestimmtes Nutzenniveau. Sei weiter {\displaystyle e(\mathbf {p} ,{\overline {u}})} die Ausgabenfunktion. Dann bezeichnet man die Funktion
{\displaystyle d(\mathbf {x} ,{\overline {u}})\equiv \min _{\mathbf {p} }\left\{\mathbf {p} \cdot \mathbf {x} \left|e(\mathbf {p} ,{\overline {u}})=1\right.\right\}}
als Distanzfunktion.
Theorem (Gorman 1976): Definition I und II sind äquivalent.

## Eigenschaften
Die Distanzfunktion weist unter anderem folgende Eigenschaften auf
- homogen vom Grade eins in {\displaystyle \mathbf {x} };
- streng monoton steigend in {\displaystyle x} und streng monoton fallend in {\displaystyle u};
- konkav in {\displaystyle \mathbf {x} }.

Die Hesse-Matrix der Distanzfunktion ist in der Literatur als Antonelli-Matrix bekannt.